# Octavio Olascoaga
José Octavio Olascoaga (Buenos Aires, 1842 - Belgrano, provincia de Buenos Aires, 1881) fue un militar argentino que participó en la Guerra de la Triple Alianza y en las últimas guerras civiles argentinas, llegando al grado de general.

## Biografía
Se enroló como oficial en la lucha de fronteras con los indígenas poco antes de la Batalla de Pavón y prestó servicios también en el pueblo de Bragado. Participó en la Guerra del Paraguay, combatiendo en las batallas de Estero Bellaco, Tuyutí, Boquerón y Curupaytí, alcanzando el grado de teniente coronel.
En 1868 formó en las fuerzas que, al mando del general Emilio Mitre, fueron enviadas a la Provincia de Corrientes a enfrentar al general Nicanor Cáceres, leal al gobierno constitucional de su provincia, que había sido derrocado por opositores al partido del presidente Bartolomé Mitre. De allí pasó a Salta, a enfrentar la efímera invasión del caudillo Felipe Varela desde Bolivia, que en definitiva se solucionó muy rápidamente. Prestó servicios de guarnición en el Paraguay hasta el final de la guerra.
En 1870 participó en la represión de la revolución federal de Ricardo López Jordán en Entre Ríos, combatiendo en Don Cristóbal y Santa Rosa. Pasó los dos años siguientes de guarnición en Concordia, y participó en la segunda campaña contra los jordanistas, tomando parte en combates parciales en Gualeguaychú, Yuquerí y Chajarí.
En 1874 formó en las fuerzas del coronel Roca durante la revolución de ese año, en su campaña contra el general Arredondo. Por su comportamiento en la Batalla de Santa Rosa fue ascendido al grado de coronel.
De la guarnición de la ciudad de Mendoza pasó a Santiago del Estero, ocupando militarmente la ciudad. Favoreció los desórdenes que rodearon la caída del partido de los Taboada, que habían dominado la provincia durante veinte años, y aplastó la resistencia de las últimas montoneras que pretendieron defenderlos. Más tarde fue comandante de la frontera de esa provincia con la región chaqueña.
Al estallar la revolución de 1880 en Buenos Aires, comandó parte de las fuerzas del general Nicolás Levalle, y por su éxito en la Meseta de los Corrales Viejos fue ascendido al grado de general.
Más tarde fue comandante de la frontera oeste de la Provincia de Buenos Aires, cargo que militarmente era inútil desde la Conquista del Desierto del general Roca. Se dedicó a administrar y evacuar numerosos fuertes y fortines, además de organizar la policía y los poderes públicos en los pueblos del oeste de la Provincia.
Murió como consecuencia de una herida accidental durante una práctica de tiro en el pueblo de Belgano, en febrero de 1881.